# Cryptolabis
Cryptolabis is een muggengeslacht uit de familie van de steltmuggen (Limoniidae).

## Soorten

### OndergeslachtCryptolabis
- C. (Cryptolabis) alticola Alexander, 1944
- C. (Cryptolabis) atmophora Alexander, 1929
- C. (Cryptolabis) aviformis Alexander, 1979
- C. (Cryptolabis) bidenticulata Alexander, 1949
- C. (Cryptolabis) bisinuatis Doane, 1900
- C. (Cryptolabis) brachyphallus Alexander, 1950
- C. (Cryptolabis) clausula Alexander, 1969
- C. (Cryptolabis) cortesi Alexander, 1952
- C. (Cryptolabis) chilota Alexander, 1929
- C. (Cryptolabis) chiriquiana Alexander, 1969
- C. (Cryptolabis) diversipes Alexander, 1939
- C. (Cryptolabis) ecalcarata Alexander, 1947
- C. (Cryptolabis) fuscovenosa Alexander, 1928
- C. (Cryptolabis) hilaris Alexander, 1945
- C. (Cryptolabis) invaripes Alexander, 1939
- C. (Cryptolabis) jovialis Alexander, 1945
- C. (Cryptolabis) jubilata Alexander, 1943
- C. (Cryptolabis) laddeyi Alexander, 1943
- C. (Cryptolabis) laticostata Alexander, 1940
- C. (Cryptolabis) longiradialis Alexander, 1939
- C. (Cryptolabis) luteiceps Alexander, 1927
- C. (Cryptolabis) luteicosta Alexander, 1934
- C. (Cryptolabis) luteola Alexander, 1946
- C. (Cryptolabis) magnistyla Alexander, 1962
- C. (Cryptolabis) minutula Alexander, 1927
- C. (Cryptolabis) mixta Alexander, 1949
- C. (Cryptolabis) molophiloides Alexander, 1943
- C. (Cryptolabis) monacantha Alexander, 1943

- C. (Cryptolabis) nebulicincta Alexander, 1941
- C. (Cryptolabis) pachyphallus Alexander, 1943
- C. (Cryptolabis) pallidivena Alexander, 1969
- C. (Cryptolabis) paradoxa Osten Sacken, 1860
- C. (Cryptolabis) parrai Alexander, 1946
- C. (Cryptolabis) penai Alexander, 1971
- C. (Cryptolabis) pendulifera Alexander, 1949
- C. (Cryptolabis) perdistans Alexander, 1967
- C. (Cryptolabis) phallostena Alexander, 1968
- C. (Cryptolabis) recurvata Alexander, 1942
- C. (Cryptolabis) retrorsa Alexander, 1950
- C. (Cryptolabis) roundsi Alexander, 1939
- C. (Cryptolabis) schadei Alexander, 1935
- C. (Cryptolabis) semiflava Alexander, 1949
- C. (Cryptolabis) sepulchralis Alexander, 1922
- C. (Cryptolabis) sica Alexander, 1946
- C. (Cryptolabis) sordidipes Alexander, 1943
- C. (Cryptolabis) spatulata Alexander, 1929
- C. (Cryptolabis) taciturna Alexander, 1945
- C. (Cryptolabis) tenuicincta Alexander, 1921
- C. (Cryptolabis) travassosi Alexander, 1945
- C. (Cryptolabis) tridenticulata Alexander, 1967
- C. (Cryptolabis) tropicalis Alexander, 1913
- C. (Cryptolabis) umbrosa Alexander, 1938
- C. (Cryptolabis) uniformis Alexander, 1969
- C. (Cryptolabis) vallicola Alexander, 1947
- C. (Cryptolabis) varipes Alexander, 1939

### OndergeslachtProcryptolabis
- C. (Procryptolabis) argentinensis Alexander, 1923
- C. (Procryptolabis) barilochensis Alexander, 1929
- C. (Procryptolabis) nigrita Alexander, 1969
- C. (Procryptolabis) pedanophallus Alexander, 1969